# 短柄鳞果星蕨
短柄鳞果星蕨（学名：Lepidomicrosorium brevipes），为水龙骨科鳞果星蕨属下的一个种。

## 扩展阅读
維基物種上的相關：短柄鳞果星蕨